# Hans Kruus

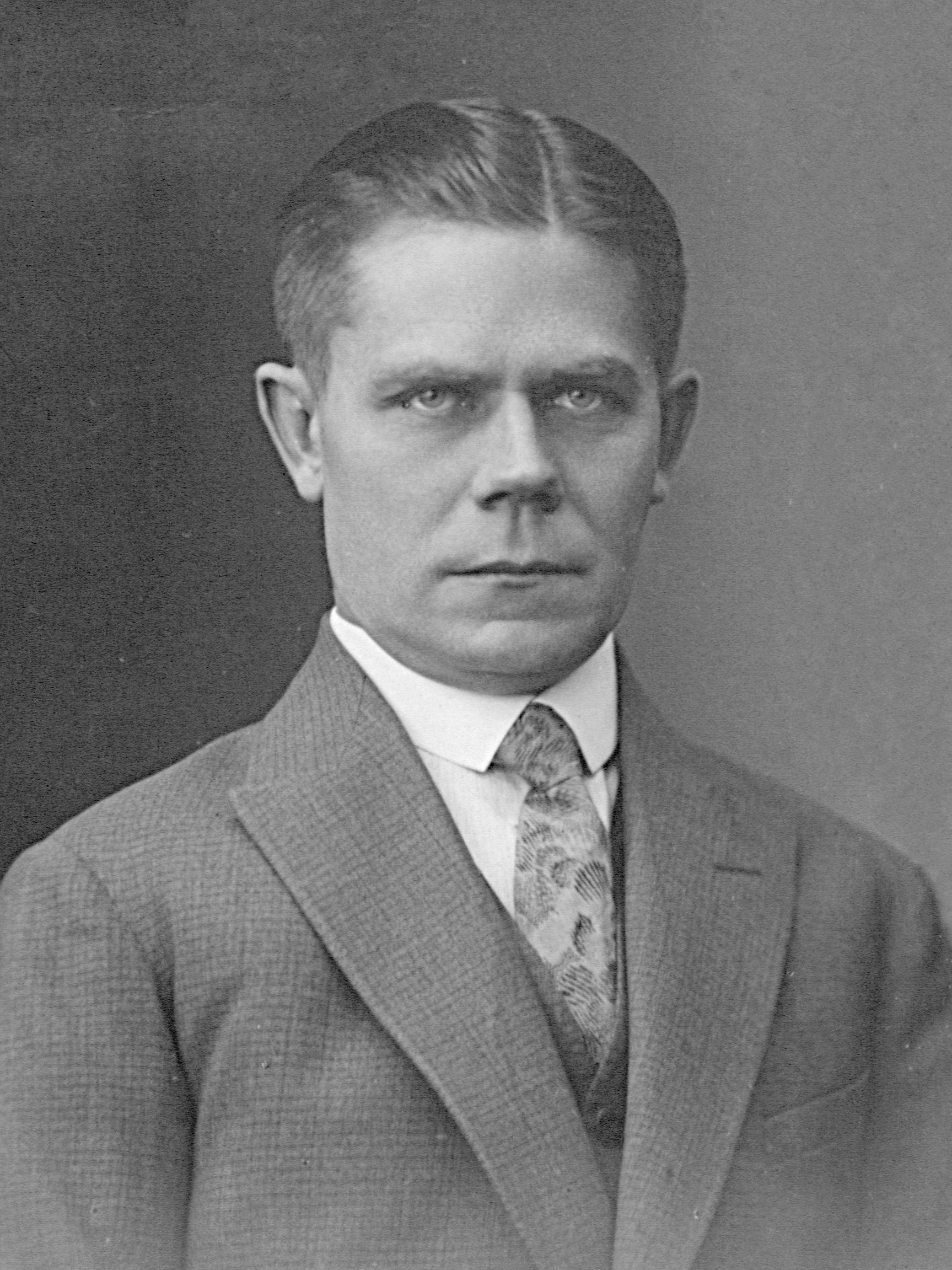
Hans Kruus (ca. 1920)

Hans Kruus (* 10.jul. / 22. Oktober 1891greg. in Dorpat, Gouvernement Livland; † 30. Juni 1976 in Tallinn) war ein estnischer Historiker und Politiker.

## Leben
Kruus studierte Geschichte an der Kaiserlichen Universität Dorpat. Später war er von 1920 bis 1922 Führer der sozialistischen Partei der estnischen Sozialisten-Revolutionäre (Eesti Sotsialistide-Revolutionääride Partei). Seit 1931 leitete er den Lehrstuhl für die Geschichte Estlands und der nordischen Länder an der Universität Tartu. Sein Vorgänger war der finnische Historiker Arno Rafael Cederberg.
Kruus amtierte als stellvertretender Ministerpräsident der kommunistischen Regierung, des Kabinetts Vares, vom 22. Juli 1940 bis 25. August 1940. Zudem war er Rektor der Universität in Tartu (dt. Dorpat) von 1940 bis 1941, während der sowjetischen Besetzung der Republik Estland. 1950 wurde er in Moskau im Zuge des Kampfes gegen den „bürgerlichen Nationalismus“ verhaftet und bis 1954 interniert. Im Juli 1954 wurde er entlassen und rehabilitiert.
Kruus war Mitglied der Akademie der Wissenschaften der Estnischen Sozialistischen Sowjetrepublik. 1946 wurde er zum korrespondierenden Mitglied der Akademie der Wissenschaften der UdSSR gewählt.